# 동반구

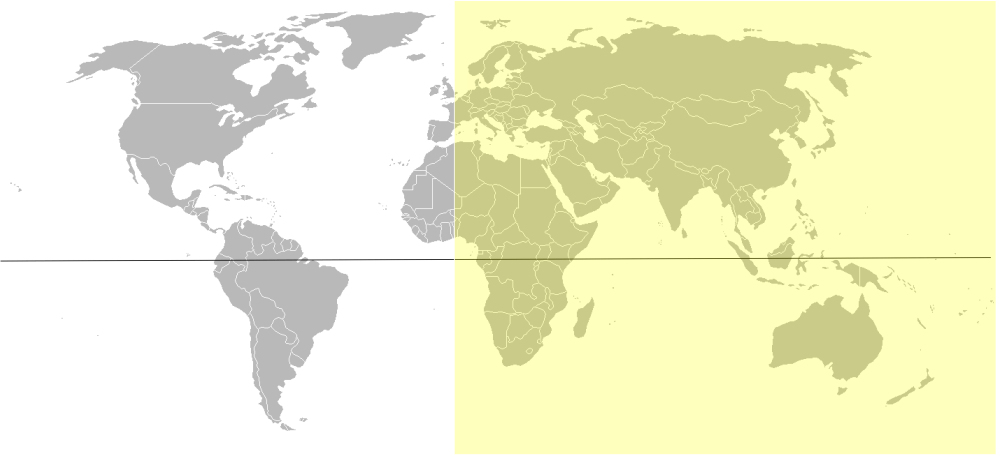
노란색 부분이 동반구이다

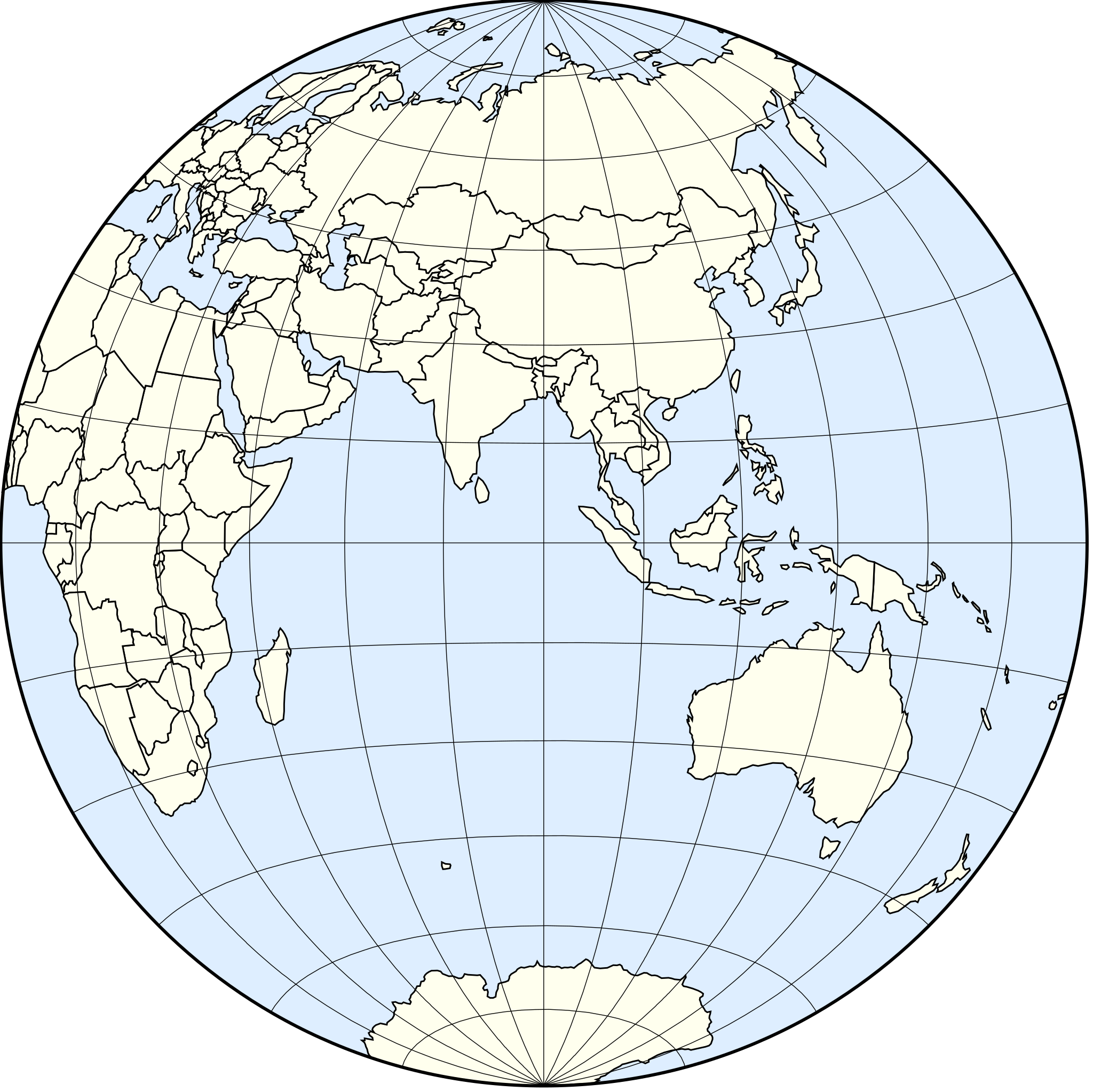
동반구

동반구(東半球)는 그리니치 천문대를 지나는 본초 자오선을 기준으로 동쪽의 반구를 말한다. 아시아와 유럽, 아프리카, 오세아니아가 포함되며, 정치지리학 용어인 구세계의 뜻으로 쓰이기도 한다.
전 세계 인구의 거의 85%가 동반구에 산다.

## 같이 보기
- 서반구